# 살루스티우스 정원

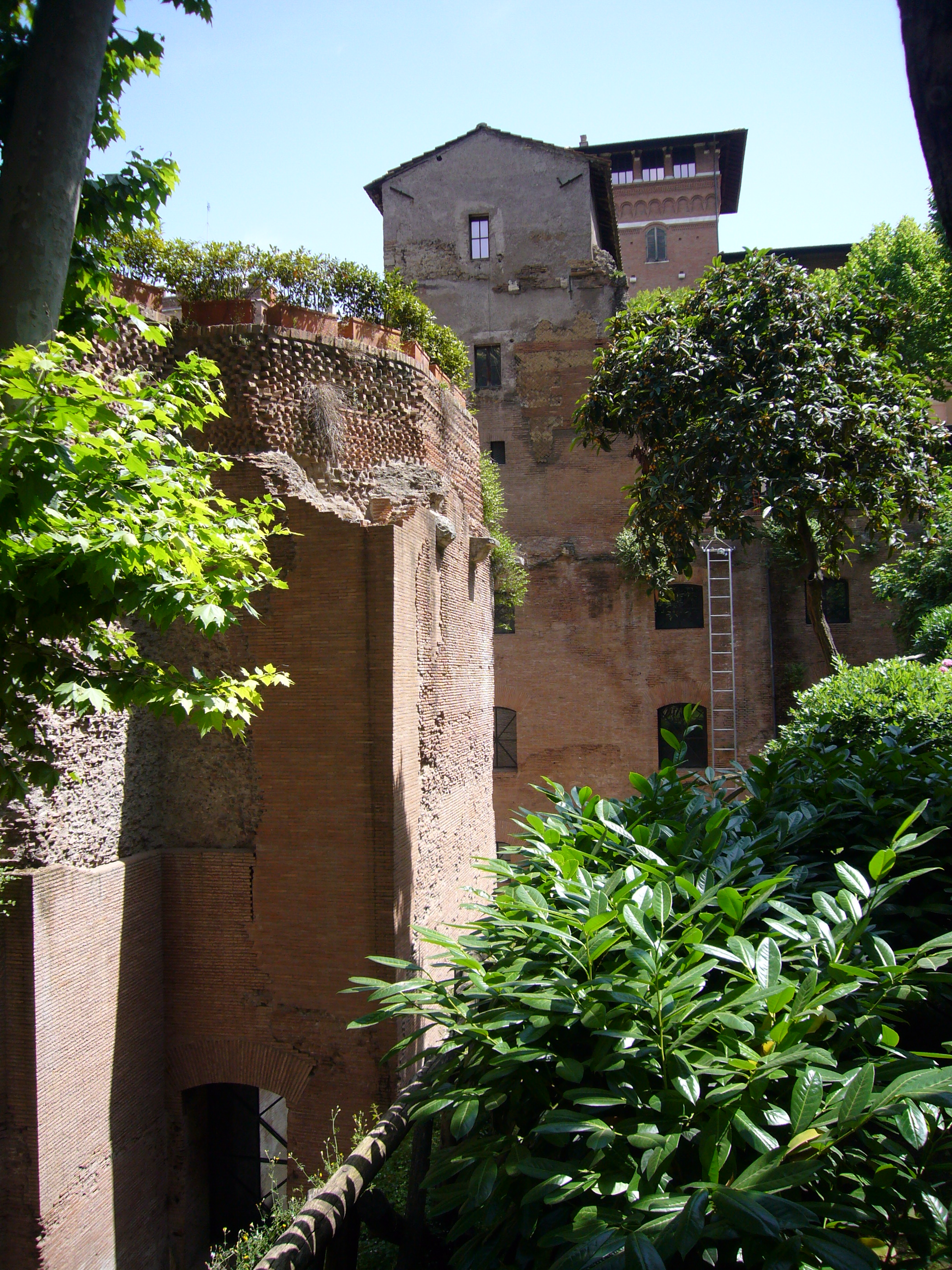
살루스티오 광장에 있는 파빌리온의 잔해

살루스티우스 정원(Horti Sallustiani)은 기원전 1세기 로마의 역사가 살루스티우스가 만든 로마 정원이다. 로마의 핀초 언덕과 퀴리날레 언덕 산맥 사이 북서쪽 넓은 지역을 차지하고 있고 살라리아 가도 인근, 시간이 흘러서는 살라리아 문에 있었던 이 정원은 6 구역이 되었다. 오늘날의 리오네는 살루스티아노로 알려져 있다.

## 역사
이곳은 본래 카이사르 정원으로서 율리우스 카이사르의 것이였으나 그가 사망한 후 역사가 살루스티우스가 획득하여, 아프리카 노바 (새롭게 정복한 누미디아) 속주의 총독으로서 얻은 그의 부를 사용하여 이곳을 개발하였다. 그의 종손자 이후인 서기 20년에 티베리우스에게 넘어갔고 민중들의 편의 시설로서 로마 황제들이 수 세기 간 유지하였다. 로마 황제 네르바가 98년 이곳에 있는 빌라에서 열병으로 사망했었고, 살루스티우스 정원의 문으로 로마에 들어온 알라리쿠스 1세가 이끄는 고트족들에게 410년에 약탈될때까지 황제의 휴향지로 유지됐다. 이곳의 시설은 여러 차례 손상을 입었고 재건되지 못 했다. 그럼에도 정원은 6세기까지 버려지지 않았다. 17세기 초에 교황 그레고리오 15세의 조카인 추기경 루도비코 루도비시가 이 지역을 구입하여 루도비시 빌라를 지었고, 이 빌라를 짓는 동안에 일부 중요한 로마의 조각들이 재발견되었다. 정원들이 들어선 이 지역의 많은 곳들은 1894년 이후 이탈리아의 통일이 이뤄진 후 이탈리아의 수도 도시로서 로마가 확장됨에 되면서, 루도비시 빌라가 해체됨에 따라 많은 건물들이 들어서 분할되었다. 이곳의 옛 지형들은 정원이 존재했었던 핀초와 퀼리날레 언덕 사이에 있던 계곡이 메워지게 되면서 완전하게 바뀌었다.

## 미술품
수 세기 돈아에 발전함에 따라 추가된 조각들을 지녔던 살루스티우스 정원은 베누스의 신전, 수 천개의 주랑 현관, 기념 조각등 많은 파빌리온들이 있었다. 이후 이 정원에서 출토된 것들에는 다음이 포함된다:
- 살루스티아노 오벨리스크 (Obelisco Sallustiano) - 현재 스페인 계단의 위쪽의 스페인 광장에 있는 트리니타 데이 몬티 성당 앞에 서 있는 이집트의 오벨리스크에 대한 로마의 복제품
- 보르게스 화병 - 16세기에 출토.
- 빈사의 갈리아인 및 자결하는 갈리아인과 그의 아내등으로 알려진 조각상
- 1887년에 출토된 루도비시 대좌와 1894년에 발견된 보스턴 대좌.
- 1888년 퀸티노 셀라 거리에서 약 25m 거리에 있는 본콤파니 (Boncompagni) 거리 주변에서 발견된 웅크린 아마존.

## 잔해
눈에 띄게 잘 보존된 살루스티우스 빌라의 파빌리온은 현재 살루스티오 광장의 가운데에서 볼 수 있다. 파빌리온은 가장 좋은 위치에 있는 정원의 지점에 서있었다. 주요 특징은 돔이 씌여 있는 원형 홀이다.
크립토포르티쿠스의 잔해는 프리울리 (Friuli) 거리에 있는 미국 대사관의 차고를 짓던 중에 발견되었다. 산니콜라다톨렌티노 거리 (Via San Nicola da Tolentino)와 비솔라티 거리 (Via Bissolati)의 모퉁이에 있는 콜레조 게르마니코 아래에서 거대한 저수조가 남아있기도 했다.

## 정원 지역에서 출토된 조각

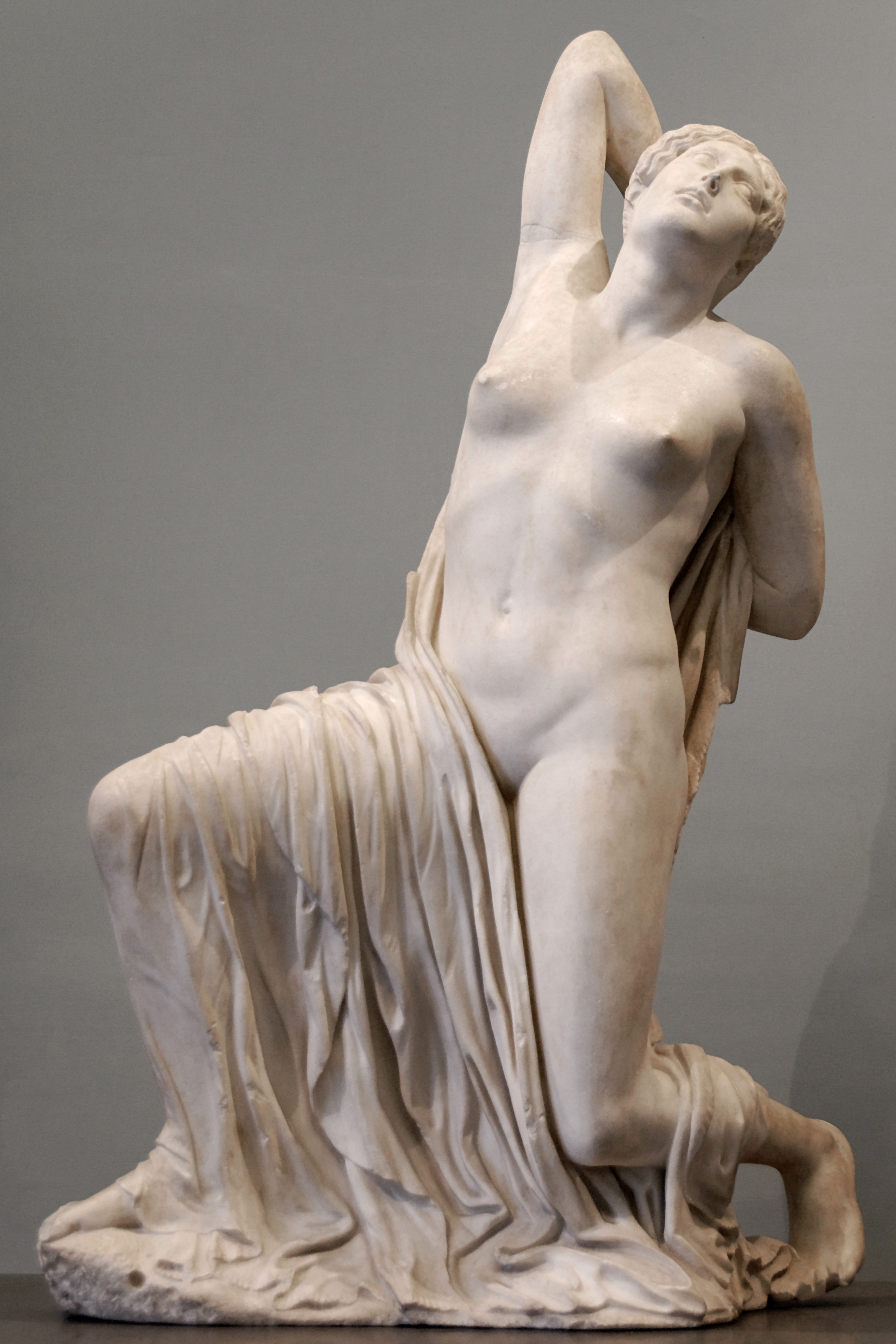
1906년 이 지역에서 발견된 오열하는 니오비데스 (로마 국립박물관 소장)
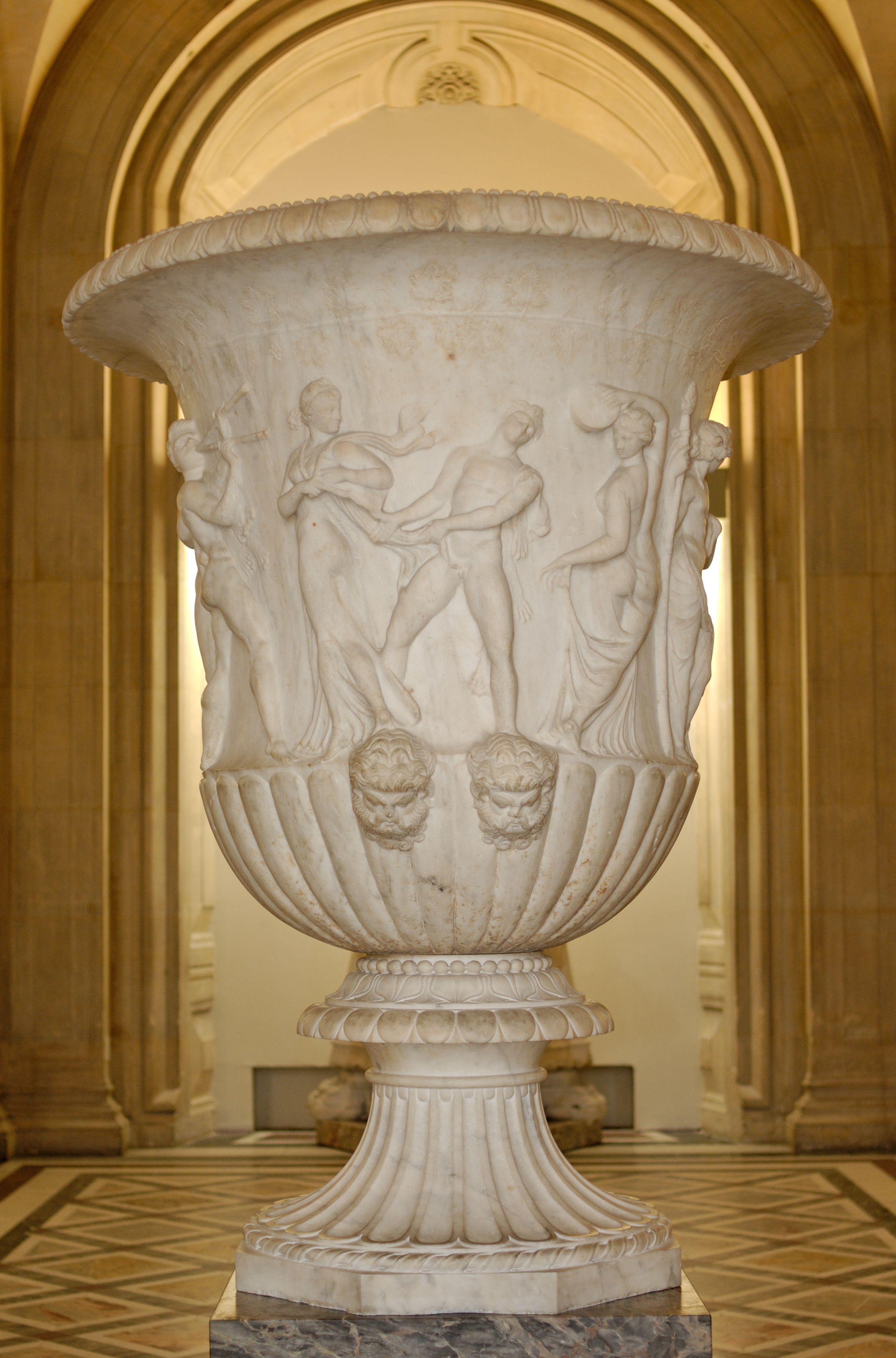
보르게스 화병
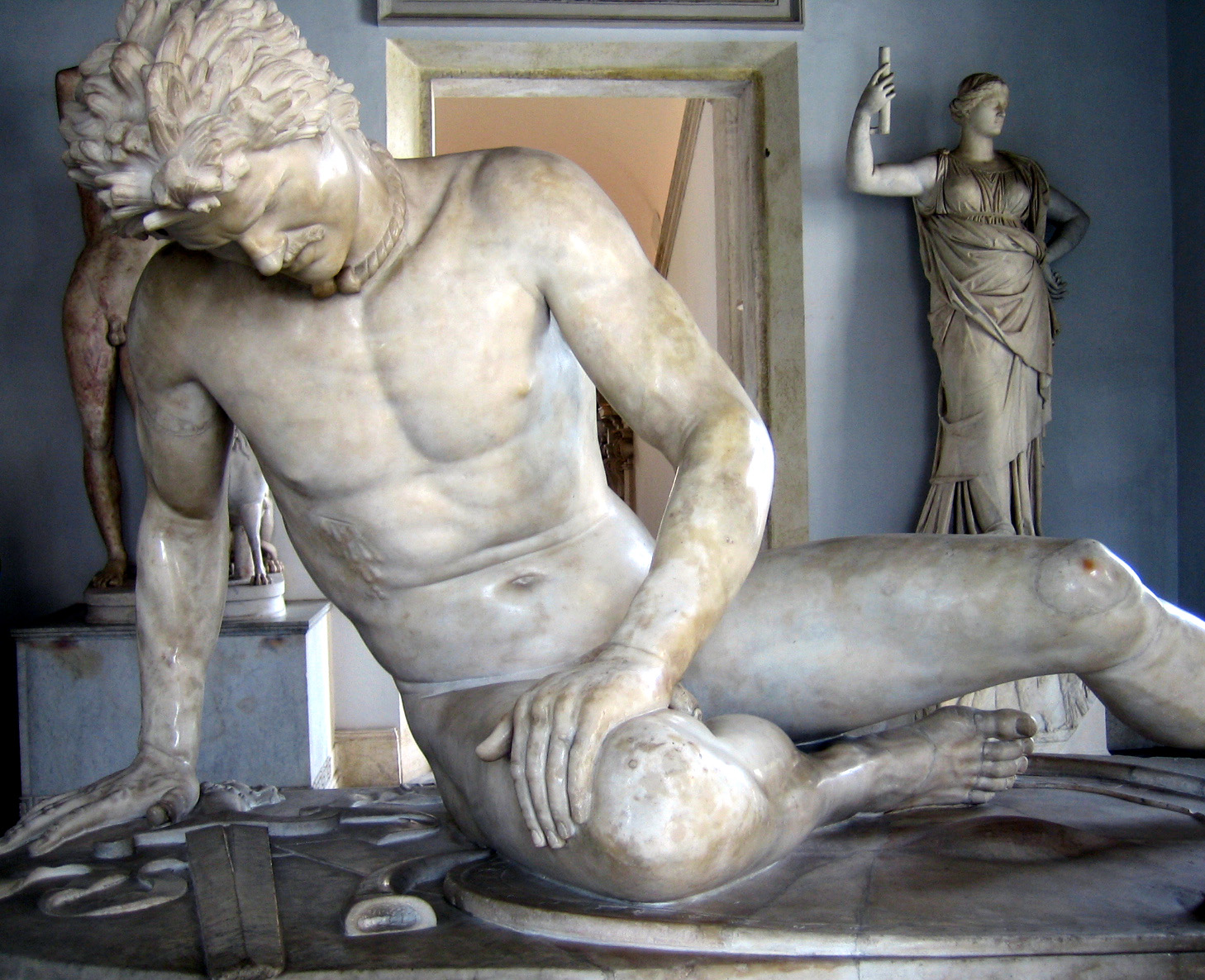
죽어가는 검투사라고도 불리는 빈사의 갈라티아인
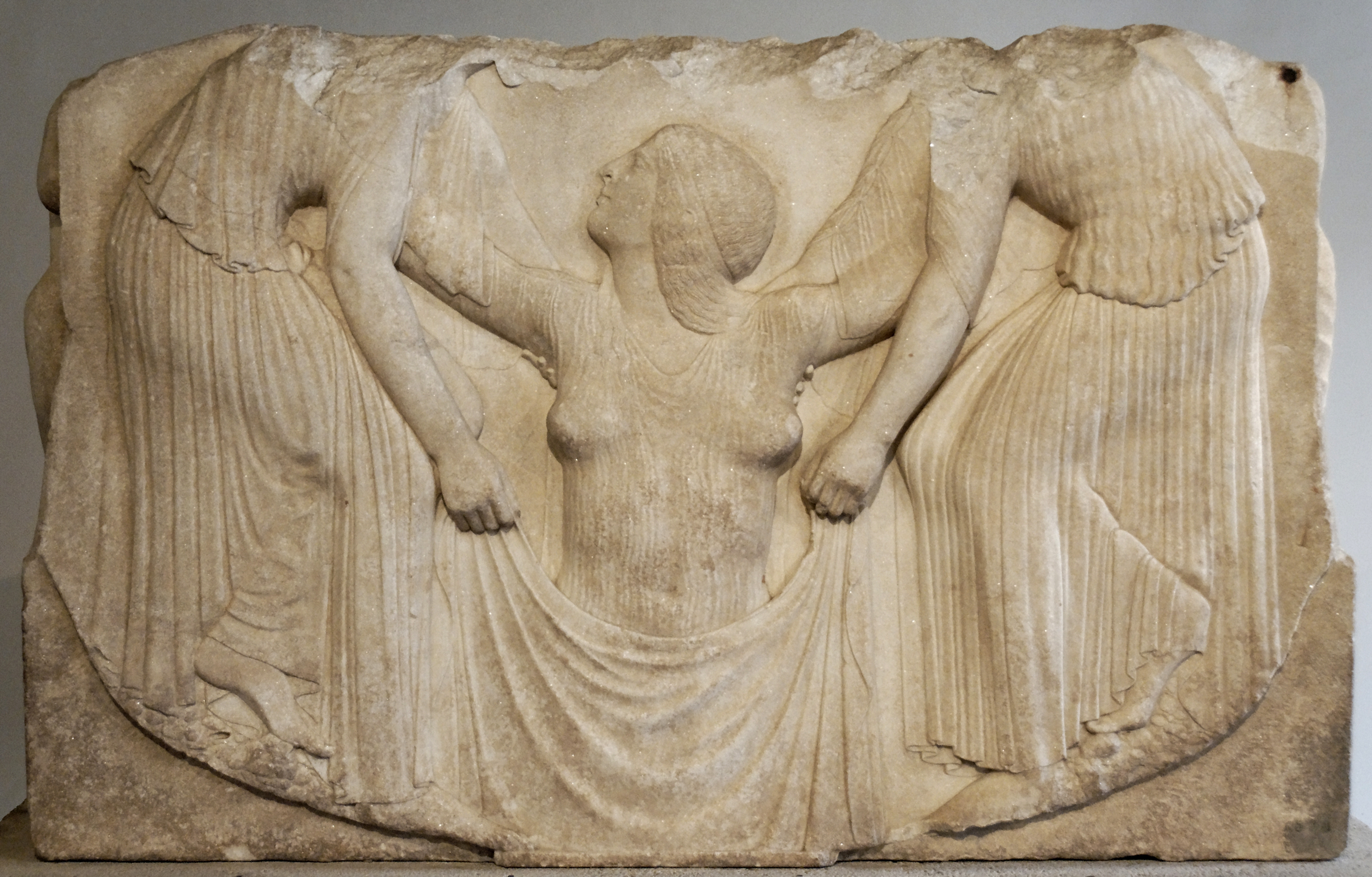
루도비시의 대좌 (알템프스 궁전 국립 박물관)

## 같이 보기
- 루쿨루스 정원
- 라미아 정원

## 참고 문헌
- Samuel Ball Platner and Thomas Ashby, 1929. A Topographical Dictionary of Ancient Rome, (옥스퍼드 대학교 출판사): Horti Sallustiani
- Kim J. Hartswick, 2004. The Gardens of Sallust: A Changing Landscape (University of Texas Press) Reviewed by Eric M. Moormann, Bryn Mawr Classical Review, 20 The first monograph on the subject, covering topography and history, architecture and sculpture.
- The Gardens of Sallust from Platner/Ashby's Topographical Dictionary
- Filippo Coarelli: Rome and Environs. An Archaeological Guide. University of California Press, 2007. pp. 242–244